# Problème des multiplications matricielles enchaînées
En informatique, un algorithme de multiplication de matrices enchaînées est un algorithme d'optimisation qui sert à trouver un ordre dans lequel calculer un produit de plusieurs matrices {\displaystyle A_{1}\cdot \dots \cdot A_{k}} de façon à minimiser le nombre de multiplications scalaires à effectuer.

## Exemple élémentaire
On considère {\displaystyle A={\begin{pmatrix}a_{1}&a_{2}&a_{3}\\\end{pmatrix}}}, {\displaystyle B={\begin{pmatrix}b_{1}\\b_{2}\\b_{3}\\\end{pmatrix}}} et
{\displaystyle C={\begin{pmatrix}c_{1}&c_{2}&c_{3}\\\end{pmatrix}}}. Comme le produit matriciel est associatif on a {\displaystyle (AB)C} = {\displaystyle A(BC)} mais le calcul de {\displaystyle (AB)C} nécessite 6 multiplications scalaires tandis que celui de {\displaystyle A(BC)} en nécessite 18. Il est donc préférable de calculer d'abord {\displaystyle AB} puis {\displaystyle (AB)C} plutôt que d'abord {\displaystyle BC} puis {\displaystyle A(BC)}.

## Énoncé du problème
On se donne une suite de matrices rectangulaires {\displaystyle \langle A_{1}\dots ,A_{k}\rangle } et on souhaite en calculer le produit {\displaystyle A_{1,k}=A_{1}\dots A_{k}} (on suppose que toutes les matrices ont une taille compatible, c'est-à-dire que le produit est bien défini). Le produit matriciel étant associatif, n'importe quel parenthésage du produit donnera le même résultat.
On cherche à déterminer avant d'effectuer tout calcul quel parenthésage nécessitera le moins de multiplications scalaires.
Un parenthésage optimal pour un produit matriciel naïf ayant une complexité en {\displaystyle O(k^{3})} est a priori également optimal pour les algorithmes de produit optimisé comme l'algorithme de Strassen[réf. nécessaire] ; on supposera donc par la suite que le parenthésage à trouver concerne un produit matriciel classique.

### Détermination du nombre d'opérations associées à un parenthésage particulier
Lorsque l'on multiplie deux matrices rectangulaires {\displaystyle A} et {\displaystyle B} ayant respectivement {\displaystyle p} lignes et {\displaystyle q} colonnes, et {\displaystyle q} lignes et {\displaystyle r} colonnes, la matrice {\displaystyle AB} obtenue a {\displaystyle p} lignes et {\displaystyle r} colonnes. Le calcul de chacun de ses {\displaystyle pr} coefficients nécessite {\displaystyle q} multiplications scalaires d'après la définition du produit matriciel ; le calcul de {\displaystyle AB} requiert donc {\displaystyle pqr} multiplications scalaires.
On peut donc calculer de proche en proche le nombre de multiplications scalaires associées à un parenthésage particulier. Cette détermination a une complexité {\displaystyle O(k)} où {\displaystyle k} est le nombre de matrices à multiplier.

## Algorithme naïf
Une solution possible est de procéder par force brute en énumérant tous les parenthésage possibles pour retenir le meilleur. Ce n'est pas envisageable car pour un produit de {\displaystyle k} facteurs, le nombre de parenthésages possibles est égal au {\displaystyle k-1}-ième nombre de Catalan, dont la suite a une croissance exponentielle.

## Algorithme utilisant la programmation dynamique
Le problème a une structure telle qu'un sous-parenthésage d'un parenthésage optimal est lui-même optimal. De plus un même sous-parenthésage peut intervenir dans plusieurs parenthésages différents. Ces deux conditions rendent possible la mise en œuvre de techniques de programmation dynamique.

### Structure d'un parenthésage optimal
On remarque que pour un parenthésage optimal du produit {\displaystyle A_{i,j}=A_{i}\dots A_{j}} (où on a {\displaystyle 1\leq i<j\leq k}), si le dernier produit matriciel calculé est {\displaystyle (A_{i}\dots A_{l})\cdot (A_{l+1}\dots A_{j})} alors les parenthésages utilisés pour le calcul de {\displaystyle A_{i}\dots A_{l}} et {\displaystyle A_{l+1}\dots A_{j}} sont eux aussi optimaux. En effet si ce n'était pas le cas on pourrait les remplacer par un meilleur parenthésage et donc avoir un meilleur parenthésage pour le produit {\displaystyle A_{i}\dots A_{j}}, ce qui est contradictoire avec l'hypothèse d'optimalité que l'on a faite.
La même hypothèse d'optimalité peut être faite pour tous les parenthésages de tous les produits intermédiaires au calcul de {\displaystyle A_{i,j}} et donc pour tous ceux du calcul de {\displaystyle A_{1,k}}. Cela permet une résolution grâce à la programmation dynamique.

### Calcul du coût des sous-parenthésages
Pour tout {\displaystyle i\in [1,k]} on note {\displaystyle p_{i-1}} le nombre de lignes de {\displaystyle A_{i}} et {\displaystyle p_{i}} son nombre de colonnes.
On définit les tableaux à deux dimensions {\displaystyle m[1\dots k][1\dots k]} et {\displaystyle l[1\dots k][1\dots k]} tels que pour tout couple d'indices {\displaystyle (i,j)} tel que {\displaystyle i\leq j}, la case {\displaystyle m[i][j]} contient le nombre minimal de multiplications scalaires nécessaire au calcul de {\displaystyle A_{i,j}} et {\displaystyle l[i][j]} contient un indice tel que le parenthésage optimal du produit soit {\displaystyle A_{i,j}=A_{i,l}\cdot A_{l+1,j}} on obtient:

et 
On peut calculer le contenu des cases de {\displaystyle m} et de {\displaystyle s} simultanément de proche en proche.

### Reconstitution d'un parenthésage optimal
Étant donné le tableau {\displaystyle l}, on peut utiliser l'algorithme récursif suivant pour étant donnés deux indices {\displaystyle i} et {\displaystyle j} déterminer un parenthésage optimal du produit {\displaystyle A_{i,j}}:
```
Affichage-Parenthésage-Minimal(l,i,j)
si i=j
  afficher "A_i"
sinon afficher "("
  Affichage-Parenthésage-Minimal(l,i,l[i][j])
  Affichage-Parenthésage-Minimal(l,l[i][j]+1,j)
  afficher ")"

```

On obtient alors un parenthésage optimal en exécutant :
```
Affichage-Parenthésage-Minimal(l,1,k)

```

### Calcul de la complexité
Comme il y a {\displaystyle O(k^{2})} cases dans le tableau et que le coût d'un sous-parenthésage peut être calculé en {\displaystyle O(k)}, il s'ensuit que l'on peut calculer les coûts de l'ensemble des sous-parenthésages optimaux en {\displaystyle O(k^{3})} avec une capacité de stockage mémoire {\displaystyle \Theta (k^{2})}. On peut également montrer que la complexité en temps du calcul de {\displaystyle m} est {\displaystyle \Omega (k^{3})} : la complexité est cubique même dans le meilleur des cas.
Une fois déterminés {\displaystyle m} et {\displaystyle s}, l'algorithme affichant le parenthésage a une complexité {\displaystyle O(k)}.

### Exemple d'exécution
Soit {\displaystyle M_{5,10},M_{10,6},M_{6,30},M_{30,4},M_{4,12},M_{12,16}} six matrices rectangulaires (pour chaque matrice, le premier indice indique son nombre de lignes et le second son nombre de colonnes). On cherche un parenthésage optimal pour calculer le produit {\displaystyle M=M_{5,10}\cdot M_{10,6}\cdot M_{6,30}\cdot M_{30,4}\cdot M_{4,12}\cdot M_{12,16}}. Si l'on souhaite procéder par recherche exhaustive il y a {\displaystyle C_{5}=42} parenthésages à tester, on opte donc pour l'algorithme par programmation dynamique.
On remplit les cases {\displaystyle (i,j)} des tableaux {\displaystyle c[1..6][1..6]} et {\displaystyle l[1..6][1..6]} en suivant l'ordre :
| Première diagonale  | {\displaystyle (1,2)-(2,3)-(3,4)-(4,5)-(5,6)} |
| Deuxième diagonale  | {\displaystyle (1,3)-(2,4)-(3,5)-(4,6)}       |
| Troisième diagonale | {\displaystyle (1,4)-(2,5)-(3,6)}             |
| Quatrième diagonale | {\displaystyle (1,5)-(2,6)}                   |
| Cinquième diagonale | {\displaystyle (1,6)}                         |

On obtient alors les tableaux suivants :
|   | 1   | 2   | 3     | 4     | 5     | 6     |
| - | --- | --- | ----- | ----- | ----- | ----- |
| 1 | 0   | 300 | 1 200 | 1 140 | 1 380 | 2 228 |
| 2 | NIL | 0   | 1 800 | 960   | 1 440 | 2 368 |
| 3 | NIL | NIL | 0     | 720   | 1 008 | 1 872 |
| 4 | NIL | NIL | NIL   | 0     | 1 440 | 2 688 |
| 5 | NIL | NIL | NIL   | NIL   | 0     | 768   |
| 6 | NIL | NIL | NIL   | NIL   | NIL   | 0     |

|   | 1   | 2   | 3   | 4   | 5   | 6   |
| - | --- | --- | --- | --- | --- | --- |
| 1 | NIL | 1   | 2   | 2   | 4   | 4   |
| 2 | NIL | NIL | 2   | 2   | 4   | 4   |
| 3 | NIL | NIL | NIL | 3   | 4   | 4   |
| 4 | NIL | NIL | NIL | NIL | 4   | 4   |
| 5 | NIL | NIL | NIL | NIL | NIL | 5   |
| 6 | NIL | NIL | NIL | NIL | NIL | NIL |

D'où l'on déduit qu'un parenthésage optimal est {\displaystyle M=((M_{5,10}\cdot M_{10,6})\cdot (M_{6,30}\cdot M_{30,4}))\cdot (M_{4,12}\cdot M_{12,16})} qui permet un calcul de {\displaystyle M} avec 2 228 multiplications scalaires. À titre de comparaison, le tableau suivant présente les coûts de différents parenthésages.
| Parenthésage                                                                                              | Nombre de multiplications |
| --- | ------------------------- |
| {\displaystyle M=((M_{5,10}\cdot M_{10,6})\cdot (M_{6,30}\cdot M_{30,4}))\cdot (M_{4,12}\cdot M_{12,16})} | 2 228                     |
| {\displaystyle M=M_{5,10}\cdot (M_{10,6}\cdot (M_{6,30}\cdot (M_{30,4}\cdot (M_{4,12}\cdot M_{12,16}))))} | 3 000                     |
| {\displaystyle M=((((M_{5,10}\cdot M_{10,6})\cdot M_{6,30})\cdot M_{30,4})\cdot M_{4,12})\cdot M_{12,16}} | 7 328                     |
| {\displaystyle M=(M_{5,10}\cdot (M_{10,6}\cdot M_{6,30}))\cdot ((M_{30,4}\cdot M_{4,12})\cdot M_{12,16})} | 12 900                    |

## Algorithme quasi linéaire
Un algorithme a été proposé en 1981 dont la complexité est {\displaystyle O(k\log k)}.

## Applications
Dans la pratique, la taille des matrices à multiplier excède souvent le nombre de facteurs du produit matriciel. Ainsi même si la complexité de l'algorithme d'optimisation est {\displaystyle O(k^{3})}, l'appliquer pour minimiser le nombre de multiplications scalaires à effectuer dans le produit proprement dit représente un gain de temps.